# Jan Szczepanik
Jan Szczepanik (Mościsk melletti Rudniki faluban (Ausztria-Magyarország Galícia tartománya, ma Ukrajna), 1872. Június 13. – Tarnów, 1926. április 18.) lengyel feltaláló, akit kortársai „a lengyel Edison” vagy „galíciai zseni” néven emlegettek. Mark Twain két cikkében is beszámol róla. Annak ellenére, hogy műszaki tudását autodidakta módon szerezte, több mint 50 találmány és több száz szabadalom kötődik a nevéhez a színes fényképezés, gépi szövés vagy a televízió területén.

## Élete
Anyja Mariann (szül. 1841) a Krosno melletti zręcini gazdálkodók leszármazottja, gyermekét házasságon kívül hozta világra. Jan árvaságra jutott és kezdetben nagyszülei zręcini farmján nevelkedett. Később nagynénje és nagybátyja Salomea és Wawrzyniec Gradowicz vette magához, így került Krosnóba, ahol jezsuita népiskolába íratták be. Iskolatársai a későbbi költő és műfordító Franciszek Mirandola, a kiváló földrajztudós Eugeniusz Romer, a jövőbeli Jan Romer tábornok és Jan Konstantynowicz bíró. Tanulmányait a jasłoi Króla Stanisława Líceumban, majd a krakkói Tanárképző Szemináriumon folytatta. 1896-tól falusi tanítóként dolgozott Potok, Korczyna és Lubatówka településeken.
Korczynából költözött Krakkóba, ahol a Floriańska és Św. Tomasza kereszteződésében, Ludwik Kleinberg "Fotográfiai eszközök boltjában" kapott munkát. Ott ismerte meg a korszak fényképészeti eszközeit, azok felépítését és technológiáját. Kleinberg később is támogatta korábbi alkalmazottját; Szczepanik találmányainak megvalósítására 1898-ban Bécsben megalapították a Jan Szczepanik és Társa Találmányi Egyesületet, amely elindította a feltaláló által megújított lyukkártyával működő Jacquard szövőgépes üzemét. Bécsen kívül Berlinben és Drezdában is voltak műhelyei.
1902-ben Tarnówban telepedett le. Ott élt 1926. április 18-án bekövetkezett haláláig. Sírja a helyi Ótemetőben található.

## Találmányai
Jan Szczepanik termékeny feltaláló volt, főként a színes szövés, a film- és fényképészeti technikák területén.
Első találmányai a textiliparhoz kötődnek. Korczynában – még tanítóként – megismerte a helyi szövési módszereket, kíváncsi lett, hogyan lehetne fejleszteni a textilgyártást. A házi szövés módszereit akarta modernizálni, ez alapozta meg későbbi találmányait a területen. Különösen a színes szövés iránt érdeklődött, amit akkoriban, bonyolultsága miatt, a Joseph Marie Jacquard által feltalált lyukkártya vezérlésű szövőgépekkel végeztek. Az akkor még "patronnak" nevezett gépvezérlő kártyákat kézzel készítették. Szczepaniknak 1896-ban sikerült a fényelektromos jelenségen alapuló, olcsóbb szövésmintázási módszert megvalósítania, amit azóta is használnak.

## Képgaléria

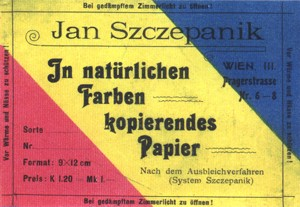
Az első színes fotópapír csomagolása
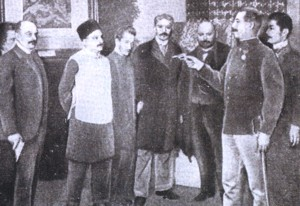
A golyóálló mellény bemutatása
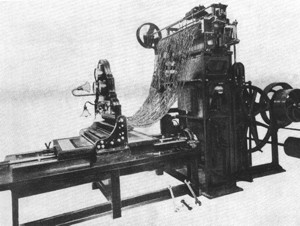
Szövőgép
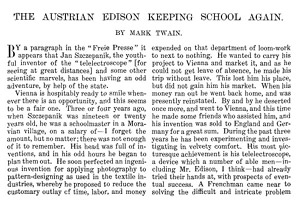
Mark Twain cikke Szczepanikról
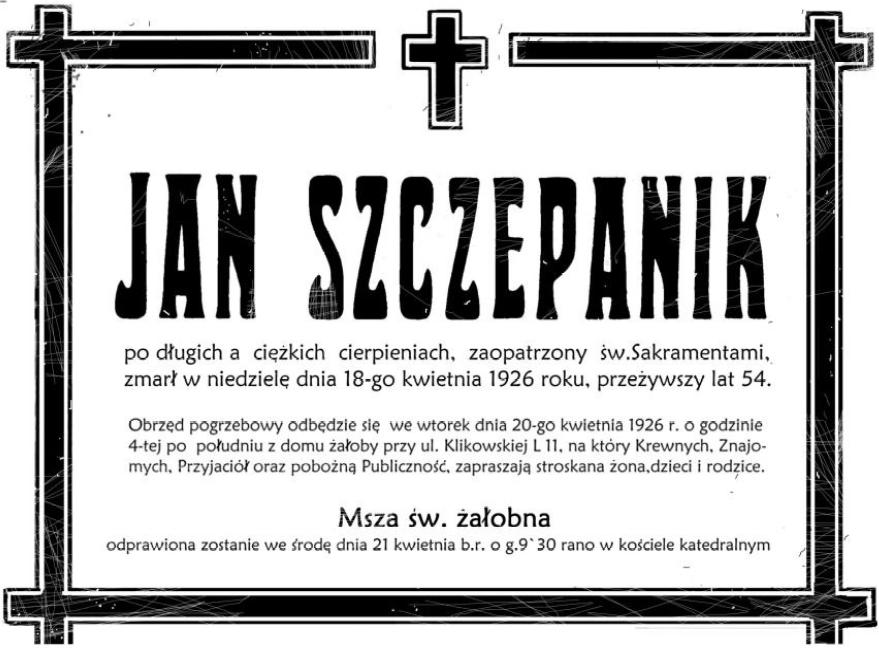
Gyászjelentés a feltaláló tarnówi lakcímével
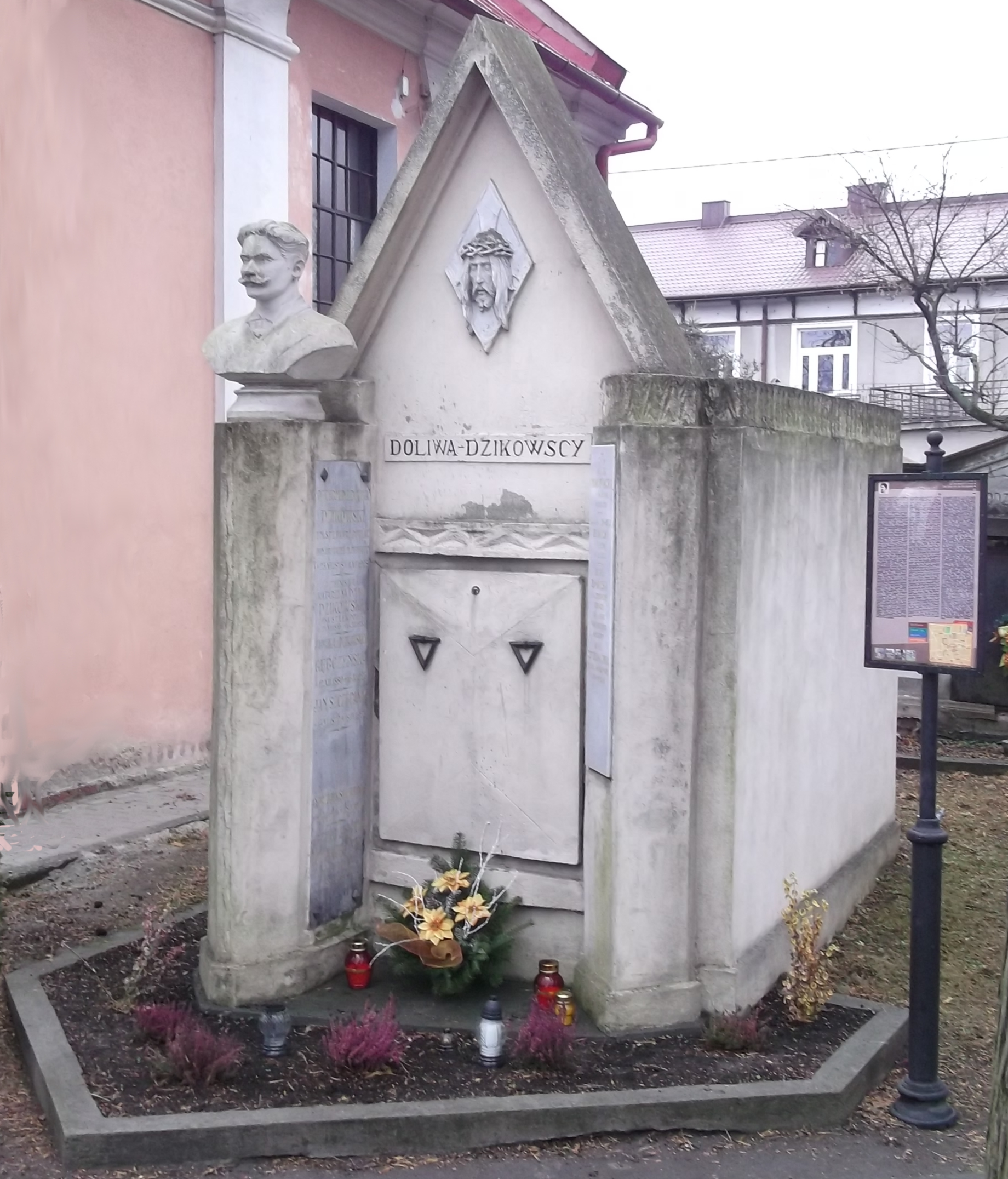
Jana Szczepanik síremléke a tarnówi Ótemetőben

## Bibliografia
- Władysław Jewsiewicki, Jan Szczepanik wielki wynalazca, Warszawa 1961
- Władysław Jewsiewicki, Polski Edison Jan Szczepanik, Warszawa 1972
- Anna Pragłowska, Zapomniany wynalazca : O Janie Szczepaniku, Zespół Szkół Odzieżowych im. J. Szczepanika, Tarnów 2002, Katalog książek MBP w Tarnowie[halott link]
- Lucyna Smoleńska, Mieczysław Sroka, "Wielcy znani i nieznani", "Polski Edison – Jan Szczepanik (1872-1926), Wydawnictwo radia i telewizji, Warszawa 1988, str.222-242.
- Anna Pragłowska, Wizytówki miasta Tarnowa, Tarnów 2005, ISBN 83-87785-27-X, Katalog książek MBP w Tarnowie[halott link]
- Antoni Sypek, Mój Tarnów, Fundacja Tarnowskie Towarzystwo Przemysłowe i Izba Przemysłowo-Handlowa w Tarnowie, Tarnów 2005, ISBN 83-87-183-97-0, Katalog książek MBP w Tarnowie[halott link]
- Antoni Sypek, Cmentarz Stary w Tarnowie : przewodnik t. II, Tarnowskie Towarzystwo Kulturalne : Muzeum Okręgowe : Urząd Miejski, Tarnów 1994, ISBN 83-901529-4-0, Katalog książek MBP w Tarnowie[halott link]
- Mieczysław Czosnyka, Szczepanik Jan, Encyklopedia Tarnowa, Tarnów 2010 isbn = 978-83-87366-96-4
- Mieczysław Czosnyka, Jan Szczepanik Ambasadorem Tarnowa, Tarnów 2011 isbn = 978-83-931247-0-1
- Roman Włodek, Szczepanik Jan, Polski Słownik Biograficzny, zeszyt 193, Warszawa-Kraków 2010